# José Alexandre Alves Lindo
José Alexandre Alves Lindo (født 15. august 1973) er en tidligere brasiliansk fodboldspiller.
Han har spillet for flere forskellige klubber i sin karriere, herunder Kyoto Purple Sanga.